# Берд (Сейшельські острови)
Берд (фр. Ile aux Vaches, англ. Bird Island) — кораловий острів в Індійському океані, найпівнічніший з Сейшельского архіпелагу.

## Географія
Острів Берд розташований за 100 км від острова Мае. Довжина острова становить 1,4 км, ширина — 800 м. Зі сходу та півдня острів оточений кораловим рифом.

## Історія
Відкритий у 1756 році. Свою назву отримав через величезну колонію темних крячків (лат. Onychoprion fuscatus), які гніздяться на острові (близько 700 тис. пар). Вони прилітають сюди наприкінці березня, у травні відкладають яйця і залишають острів у жовтні.
Французький варіант своєї назви, Ile aux Vaches, острів отримав через численних дюгонів, що жили у прибережних водах. Наприкінці XIX століття тут видобувалося гуано, з 1896 по 1906 рік звідси на Маврикій було вивезено 17 000 тон цього добрива. Також тут існувала плантація кокосів, вирощувалися папая та бавовна, що змусило місцевих птахів поступово залишати острів.
З 1967 року островом Берд володіє Майкл Беттс (англ. Michael Betts), який почав відновлювати екосистему острова. Тут розташований невеликий готель Bird Island Lodge на 24 бунгало та метеостанція. Невеликий місцевий аеропорт (ICAO: FSSB) забезпечує авіасполучення з Мае. Острів Берд входить до Міжнародної асоціації по екотуризму Green Globe, а в 1994 році отримав нагороду «Туризм майбутнього» від British Airways.

## Природа
З жовтня по грудень, острів наповнюють перелітні птахи з Євразії, для яких острів Берд через своє географічне положення стає першою зупинкою на міграційному шляху.
З місцевої фауни тут також можна зустріти звичайних білих (лат. Gygis alba) та дурних крячків (лат. Anous stolidus), морських черепах бісса та зелених черепах, які відкладають яйця на пляжах острова.

## Цікаві факти
- На острові Берд живе 170-річна черепаха Есмеральда, яку занесено до книги рекордів Гіннесса як найважчу черепаху на планеті — вона важить 304 кг.
- Щоночі на острові гасять усі вогні, щоб не турбувати птахів та морських черепах.

## Галерея

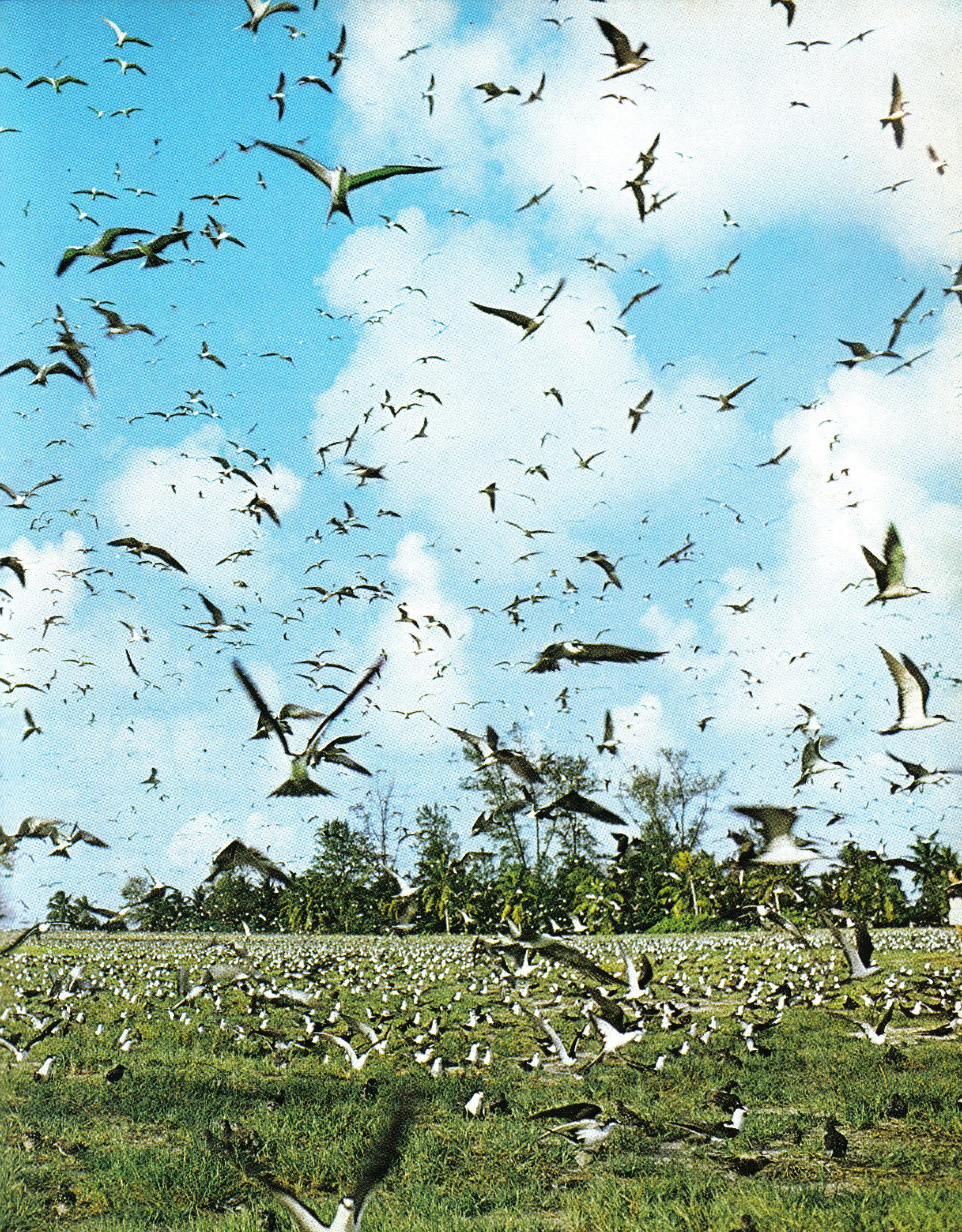
Зграї темних крячків на острові Берд
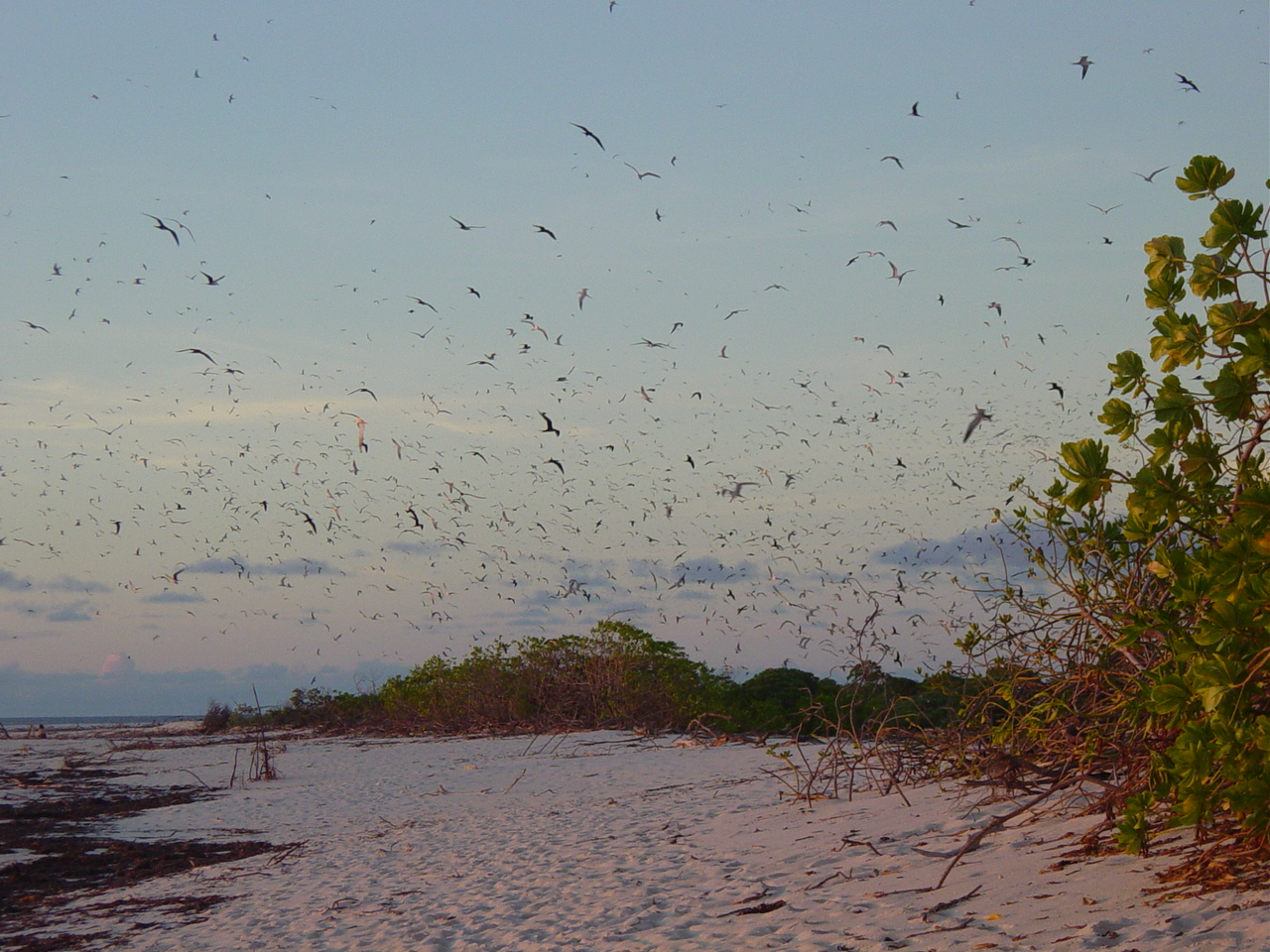
Птахи на острові Берд
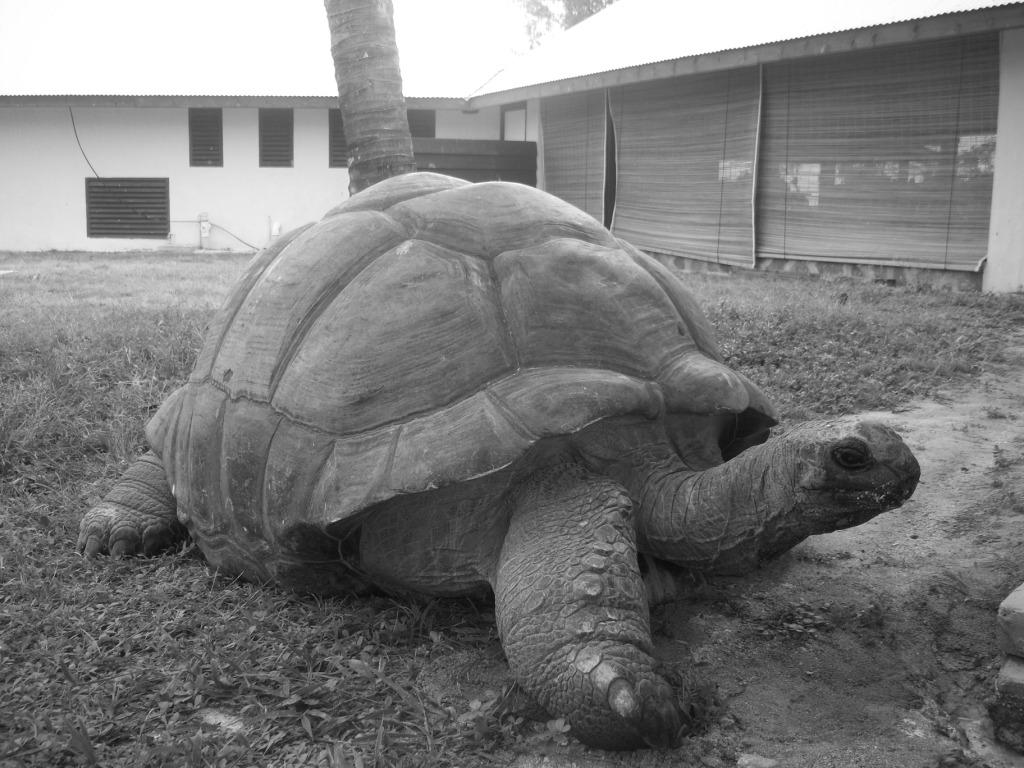
Черепаха Есмеральда